# Аднанити
Према арапској генеалошкој традицији, Аднанити су "Арабизовни Арапи", пореклом из Аднана, који се разликују од "чисто" арапских кахтанитских Арапа у јужној Арабији.

## Арапска генеалошка традиција
Арапска генеалошка традиција сматра да су Аднанити "Арабизовани Арапи", пореклом из Аднана. Аднанити су постали Арабизовани када су се преселили на Арабијско полуострво, док су Кахтанити из Јужне Арабије чисти Арапи.

## Савремена историографија
Према неким савремени историчарима, о традиционалној разлици између Аднанита и Кахтанита нема доказа и можда се развила из каснијег борбеног дејства током периода Омејада.

## Рееференце
1. ↑  al-Bakri, Abdullah. Mu'jam mā ista'jam. 1. стр. 87.
2. 1 2  Parolin, Gianluca P. (2009). Citizenship in the Arab World: Kin, Religion and Nation-State. стр. 30. ISBN 978-9089640451. "The ‘arabicised or arabicising Arabs’, on the contrary, are believed to be the descendants of Ishmael through Adnan, but in this case the genealogy does not match the Biblical line exactly. The label ‘arabicised’ is due to the belief that Ishmael spoke Hebrew until he got to Mecca, where he married a Yemeni woman and learnt Arabic. Both genealogical lines go back to Sem, son of Noah, but only Adnanites can claim Abraham as their ascendant, and the lineage of Mohammed, the Seal of Prophets (khatim al-anbiya'), can therefore be traced back to Abraham. Contemporary historiography unveiled the lack of inner coherence of this genealogical system and demonstrated that it finds insufficient matching evidence; the distinction between Qahtanites and Adnanites is even believed to be a product of the Umayyad Age, when the war of factions (al-niza al-hizbi) was raging in the young Islamic Empire."
3. ↑  Firestone 1990, стр. 72
4. ↑  Larsson 2003, стр. 170
5. ↑  Terry 1911, стр. 146